# Maireana villosa
Maireana villosa là loài thực vật có hoa thuộc họ Dền. Loài này được Paul G. Wilson mô tả khoa học đầu tiên năm 1975.